# ERA (firma)
ERA a.s. je česká společnost, zabývající se vývojem a výrobou radiolokační techniky. Vyvíjí, vyrábí a implementuje systémy pro vojenské a civilní účely (např. řízení letového provozu). ERA vyvinula pasivní sledovací systém VERA-NG.  Navazuje na činnost bývalého podniku Tesla Pardubice. ERA vyrábí a dodává pasivní radiolokační systémy pro řízení letového provozu a sledování pohybu letadel jak ve vzduchu, tak na letištních plochách (zde je možno sledovat i pohyb jiných vozidel); její výrobky působí na letištích všech kontinentů. Od roku 2011 patří zbrojařskému koncernu Omnipol.